# جيمس جيل
جيمس جيل (11 أبريل 1928 في نيوزيلندا - ) (بالإنجليزية: James Gill)‏ هو لاعب كريكت نيوزلندي. لعب مع فريق أوتاغو للكريكت ‏.

## وصلات خارجية
- جيمس جيل على موقع إي آس بي آن كريك إنفو (الإنجليزية)